# Staropysjminsk
Staropysjminsk (Russisch: Старопышминск) is een nederzetting met stedelijk karakter in de Russische oblast Sverdlovsk op de oostelijke hellingen van de Centrale Oeral. De plaats ligt op ongeveer 7 kilometer ten oosten van de stad Berjozovski en ongeveer 21 kilometer ten noordoosten van Jekaterinenburg aan beide oevers van de rivier de Pysjma (stroomgebied van de Ob).
Staropysjminsk valt bestuurlijk gezien onder het stedelijk district van de stad Berjozovski en telde 1.707 inwoners bij de volkstelling van 2002 tegen 1.490 bij die van 1989.

## Geschiedenis

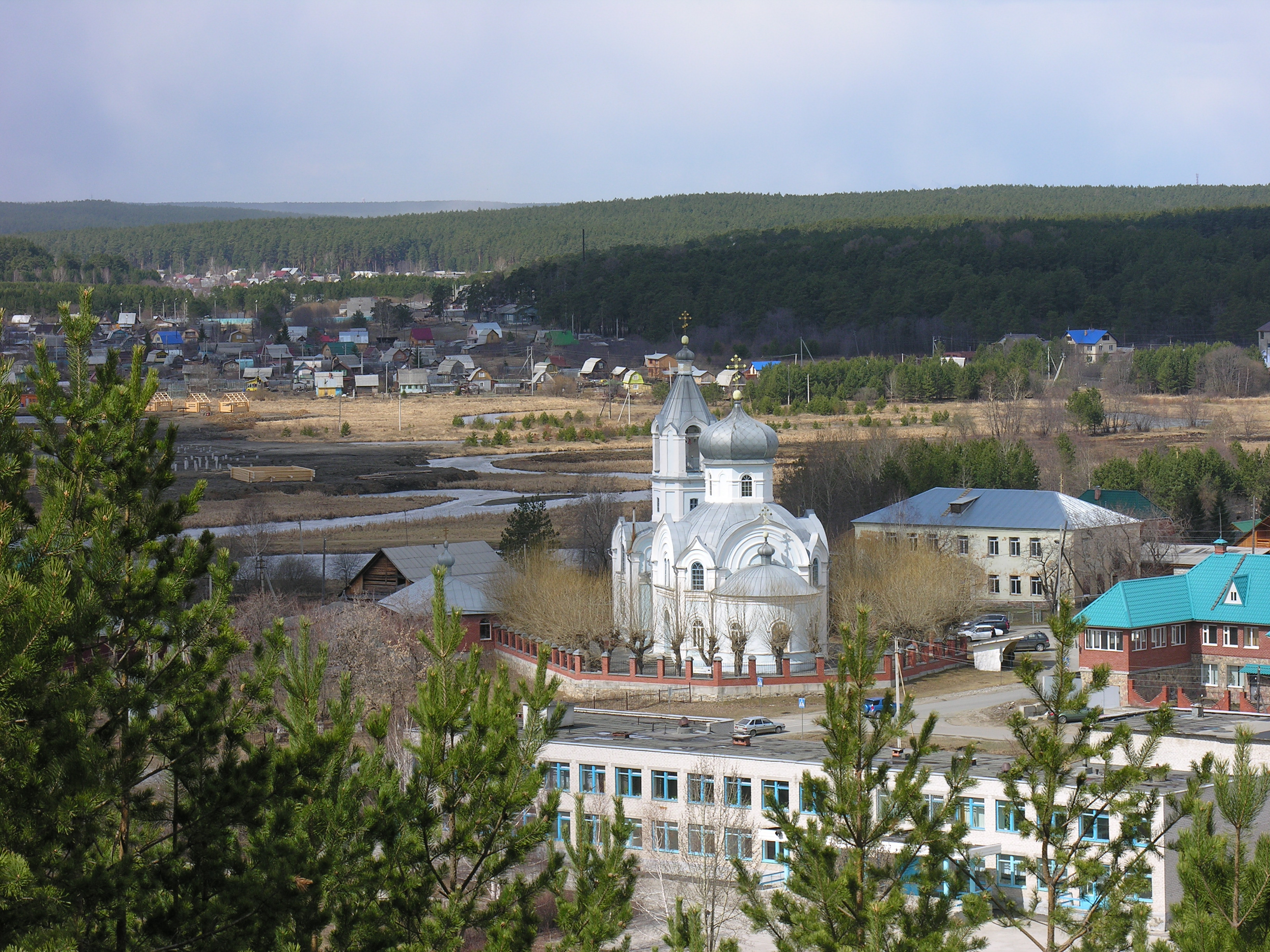

De nederzetting Pysjminskoje (vernoemd naar de Pysjmarivier) ontstond aan het einde van de 17e eeuw. De eerste inwoners van de plaats bestonden uit de gratie gevallen streltsy, die later werden gevolgd door gevangengenomen Zweedse soldaten. Hun economische activiteiten bestonden uit activiteiten gerelateerd aan hars en vaten/tonnen (бондарня) en smederijen. In 1761 werd begonnen met de bouw van een goudspoelerij. Vanaf dat moment werd de plaats Pysjminski zavod ("Pysjmafabriek") genoemd. Op 9 juli 1943 werd Pysjminski zavod in de categorie van de arbeidersnederzettingen geplaatst en hernoemd tot de huidige naam Staropysjminsk ("Oud-Pysjminsk"). In de jaren 60 tot '80 bestond de economie van de plaats uit een vestiging van Oeralskieje samotsvety ("halfedelstenen van de Oeral"), een werkplaats van het Technologisch Kombinaat van Sverdlovsk voor wegtransport (SPTKAT) en een vestiging van de Fabriek voor Elektromechanische apparaten van Sverdlovsk (Свердловский электромеханический завод). In de buurt van het dorp wordt goud gewonnen.
In de plaats bevindt zich een Sretenieje Gospodne-kerk ("Opdracht van Christus in de Tempel"-kerk) uit 1882. Deze werd in 1941 gesloten door de communisten, maar in 1989 heropend.